# Allister Hogg
Allister A. Hogg (Stirling, 20 gennaio 1983) è un rugbista a 15 internazionale per la Scozia, terza linea centro del Newcastle.